# ميكي ايماي (منافسة ألعاب القوى)
ميكي ايماي (باليابانية: 今井美希؛ بالكانا: いまい みき) هي منافسة ألعاب القوى يابانية، ولدت في 30 مايو 1975 في طوكيو في اليابان.

## وصلات خارجية
- ميكي ايماي على موقع الاتحاد الدولي لألعاب القوى (الإنجليزية)
- ميكي ايماي على موقع أوليمبيديا (الإنجليزية)